# Въоръжени сили на Дания
Въоръжените сили на Кралство Дания (на датски просто Отбрана – Forsvaret) са организацията в страната, натоварена според Конституцията да брани независимостта и териториалната цялост на кралството, неговите отвъдморски територии, както и да оказва помощ на населението. Върховен главнокомандващ е монархът. Главнокомандващ на въоръжените сили е Началникът на отбраната (Forsvarschefen), под гражданския контрол на министъра на отбраната и ръководеното от него министерство. Началникът на отбраната оглавява Командването на отбраната (Forsvarskommando)
Бюджетът за отбрана на Кралство Дания възлиза на около 1,4% от БВП.

## Съвременно състояние
По конституция в Дания е в сила военна повинност и на военна мобилизация подлежат малко под милион датски мъже на възраст между 18 и 49 години. Мирновременният състав на въоръжените сили възлиза на около 18.827 военнослужещи.
Отбраната се състои от четири вида въоръжени сили:
- сухопътни войски (Армия - Hæren)
- военноморски сили (Морска отбрана - Søværnet)
- военновъздушни сили (Морска отбрана – Flyvevåbnet)
- териториална гвардия (Отечествена отбрана (Hjemmeværnet)

Съгласно закона за отбраната въоръжените сили допринасят за международния мир и сигурност, за прекратяването на военни конфликти, осигуряват суверенитета и териториалната цялост на Дания и гражданските права на датчаните, за развитието ѝ и мирното ѝ съществуване. 
Това се постига чрез активно участие в НАТО във формата на разрешаването на конфликти, управлението на кризи в зоната на отгооворност на Алианса, както и съвместно със страните от Централна и Източна Европа. В редки случаи (последният от нахлуването в Ирак през 2003 г.) Дания участва в реални военни действия с мандата на НАТО.
Кралство Дания запазва неутралитет през Първата световна война. Прави същото в началото на Втората световна война, но през 1940 г. е окупирана от Третия райх и е считана за държава от лагера на победителките. След края ѝ преразглежда политиката си и е от учредителките на НАТО, тъй като на населението става ясно, че страната не е в състояние самостоятелно да осигури суверенитета си. С края на Студената война фокусът на въоръжените сили е пренасочен към хуманитарни мироопазващи операции.

## Оперативна структура
Оперативната структура на въоръжените сили на Кралство Дания е определена от плана за развитие на отбраната в периода 2013 – 2017 г. (Forsvarsbeslutet 2013 – 2017) и предвижда следната организация:
МИНИСТЕРСТВО НА ОТБРАНАТА (Копенхаген)
Cлужби и организации на пряко подчинение:
- Командване на отбраната (Værnsfælles Forsvarskommando)
- Командване на отечествената отбрана(Hjemmeværnskommandoen)
- Администрация за готовност (Beredskabsstyrelsen)
  - гражданска отбрана
  - мобилизационна готовност
  - новобранска администрация
- Разузнавателна служба на отбраната (Forsvarets Efterretningstjeneste)
- Материална и проектна администрация на МО (Forsvarsministeriets Materiel- og Indkøbsstyrelse)
- Персонална администрация на МО (Forsvarsministeriets Personalestyrelse)
- Имотна администрация на МО (Forsvarsministeriets Ejendomsstyrelse)
- Счетоводна администрация на МО (Forsvarsministeriets Regnskabsstyrelse)
- Вътрешна ревизия на МО (Forsvarsministeriets Interne Revision)
- Военна прокуратура (Forsvarets Auditørkorps)

### Командване на отбраната (Værnsfælles Forsvarskommando)
- Оперативен щаб (Operationsstaben)
- Щаб за координация и развитие (Koordinations- og Udviklingsstaben)
- Армейски щаб (Hærstaben)
- Военноморски щаб (Marinestaben)
- Въздушен щаб (Flyverstaben)
- Командване за специални операции (Specialoperationskommandoen)
- Арктическо командване [Фарьорски о-ви и Гренландия](Arktisk Kommando)

#### Кралска Датска Армия
Оперативните сили са подчинени на Армейския щаб.
- Датска дивизия, Армейски тактически щаб (Danske Division, Hærens Taktiske Stab), авиобаза Каруп
- 1-ва Бригада, Армейски център за международни операции (Hærens Internationale Center), Хадешлев
  - I Брониран батальон, Ютландски драгунски полк, Холстебру
  - II Брониран пехотен (механизиран) батальон, Ютландски драгунски полк, Холстебру
  - III Разузнавателен батальон, Гвардейски хусарски полк, Борнхолм
  - V Тренировъчен батальон, Ютландски драгунски полк, Холстебру
- 2-ра Бригада, Армейски боен център (Hærens Kampcenter), Шлагелсе
  - I Брониран пехотен (механизиран) батальон, Гвардейски хусарски полк, Шлагелсе
  - I Брониран пехотен (механизиран) батальон, Кралски лейбгвардейски полк, Хьовелте
  - II Брониран пехотен (механизиран) батальон (резервен), Гвардейски хусарски полк, Шлагелсе
  - II Брониран пехотен (механизиран) батальон (резервен), Кралски лейбгвардейски полк, Хьовелте
  - V Тренировъчен батальон, Гвардейски хусарски полк, Шлагелсе
- Артилерийски полк, Армейски център за бойна и огнева поддръжка (Hærens Kamp- og Ildstøttecenter), Оксбьол
- Инженерен полк, Отбранителен център за инженерна и ЯХБЗ поддръжка (Forsvarets Ingeniør- og CBRN-center), Скиве
- Телеграфен полк, Отбранителен център за командна поддръжка (Telegrafregimentet, Forsvarets Føringsstøttecenter), Фредерисиа
- Обозен полк, Армейски център за логистична поддръжка и отбранителен център за военна полиция(Trænregimentet, Hærens Logistikcenter og Forsvarets Militærpoliticenter), Олборг
- Армейски разузнавателен център (Hærens Efterretningscenter), Варде

#### Кралски Датски ВМС
Оперативните сили са подчинени на Морския щаб.
- Тактически щаб на ВМС (Søværnets Taktiske Stab (STS))
- 1-ва Ескадра, морски суверенитет и спомагателни операции (1e Eskadre), ВМБ Фредериксхаун
  - Дивизион 11 (4 патрулни фрегати клас Thetis)
  - Дивизион 14 (2 учебни кораба, 2 учебни ветрохода)
  - Дивизион 16 (3 кораба и 3 катера за екологично наблюдение)
  - Дивизион 17 (3 кораба и 1 катер за екологично наблюдение)
  - Дивизион 19 (3 патрулни корвети клас Knud Rasmussen)
  - Кралска яхта А540 Dannebrog
  - многоцелеви катери
  - водолазен кораб Y311 Søløven
- 2-ра Ескадра, международни операции (2e Eskadre), ВМБ Кошьор
  - Дивизион 21 (3 разрушителя клас Iver Huitfeldt)
  - Дивизион 22 (2 многоцелеви разрушителя клас Absalon)
  - Дивизион 23 (6 минно-трални катера с дистанционно управление, подводни роботи)
  - Дивизион 24 (6 патрулни катера клас Diana)
  - Дивизион 19 (3 патрулни корвети клас Knud Rasmussen)
- спомагателни кораби и катери
- Военноморска логистика (operative logistiske støtteenheder (OPLOG))

#### Кралски Датски ВВС
Оперативните сили са подчинени на Въздушния щаб.
- Експедиционен въздушен щаб (Expeditionary Air Staff)
- Изтребително авиокрило Скрюдструп
  - Изтребителна авиоескадрила 727 [15 F-16AM/BM]
  - Изтребителна авиоескадрила 730 [15 F-16AM/BM]
- Транспортно авиокрило Олборг
  - Транспортна авиоескадрила 721
    - Авиозвено Херкулес [4 C-130J-30 Hercules]
    - Авиозвено Чалънджър [4 CL-604 Challenger]
    - свързочно авиозвено [4 T-17 Supporter]
- Вертолетно авиокрило Каруп
  - Вертолетна ескадрила 722
    - Спасително авиозвено [8 спасителни AW101 Merlin]
    - Транспортно авиозвено [6 транспортни AW101 Merlin TTT]

  - Вертолетна ескадрила 723
    - палубни вертолети [8 Super Lynx, предстои замяна с 9 MH-60R]

  - Вертолетна ескадрила 724
    - леки тактически вертолети [8 AS 550 C2 Fennec]
- Въздушно училище, Каруп
  - леки витлови самолети [T-17 Supporter]
- Крило за въздушен контрол (Air Control Wing), Каруп
  - Ескадрила 515 [бойно управление] (Eskadrille 515)
  - Център за контрол и оповестяване Каруп (Control and Reporting Centre Karup)
  - Мобилен център за въздушен контрол (Mobile Air Control Centre)
- Крило за бойна поддръжка (Combat Support Wing), Каруп
  - Охранителна ескадрила 660 (force protection)
  - Свързочна ескадрила 615
  - Обслужваща ескадрила 680
  - Ескадрила за авиомедицинска евакуация 690

#### Отечествена отбрана
Оперативните сили са подчинени на Армейския, Морския и Въздушния щаб.
Отечествената отбрана има свое собствено Командване на Отечествената отбрана, което е едно от трите военни командвания от първо ниво в Дания, наред с Командването на отбраната и Военното разузнаване.
- Армейска отечествена отбрана (Hærhjemmeværnet (HHV)
- Военноморска отечествена отбрана (Marinehjemmeværnet (MHV)
- Военновъздушна отечествена отбрана (Flyverhjemmeværnet (FHV)

Освен тях съществуват и:
- Инфраструктурна отечествена отбрана [железопътни, електроинженери и т.н.] (Virksomhedshjemmeværnet)
- Полицейска отечествена отбрана [жандармерия] (Politihjemmeværnet)

#### Арктическо командване
- щаб на Фарьорския регион
- щаб на Гренландския регион

#### Командване за специални операции
- Егерски корпус (Jægerkorpset), Олборг
- Корпус бойни плувци (Frømandskorpset), ВМС Конгсьоре

#### Съвместни оперативни сили
- всички висши учебни заведения.
- Единна военна полиция.
- Единен разузнавателен център.